# Дим да ме няма
Дим да ме няма е песен на Графа, с участието на рапъра Бобо и бийтбоксерката Печенката. Песента е най-големият хит в България през 2012 г. На 14 септември 2012 г. бе пусната испанска версия на песента, наречена Hasta Que Reviente (Докато се пръсна). Има пародия на песента на име „Динята я няма“

## Музикален екип
- Вокали: Графа, Бобо
- Бийтбокс: Печенката
- Музикален издател: Монте Мюзик

## Позиции в музикалните класации
| Държава                                                    | Класация |
| ---------------------------------------------------------- | -------- |
| България (Българска Асоция на Музикалните Продуценти/БАМП) | 2        |